# Polícar
Polícar és un municipi de la província de Granada, amb una superfície de 5,34 km², una població de 241 habitants (2004) i una densitat de població de 45,13 hab/km².